# 39H(f) Pak40(SF)
A németek 1940-es franciaországi hadjárata során nagy számban zsákmányoltak francia és brit hadifelszerelést. A francia Blinde 37L (Lorraine) jelzésű vontatót tartották legértékesebbnek, amit a francia hadsereg tüzérségi vontatóként is alkalmazott. Az átalakításokat Alfred Becker alakulata, a 227. gyalogoshadosztály végezte el elsőként. A zsákmányolt alvázak felhasználásával önjáró lövegeket épített. 1941-ben a 227. gyalogoshadosztályt áthelyezték a keleti frontra, amely hátráltatta Beckert ötleteinek megvalósításában, végül a vezetés áthelyezte a berlini Alkett vállalathoz rendelkezési állományba. 1942. elején az Alkett cég Párizsba küldte, hogy felügyelje a francia járművek átépítését. Így született meg a Becker-Baukommando ("Becker-féle építő-gárda"), amely többek között a Marder I páncélvadász kialakításában játszott kulcsszerepet.
A Heereswaffenamt (HWA, a szárazföldi haderő fegyverzetügyi hivatala) 1942. május 25-én adott megrendelést Becker csapatának, hogy a Lorraine Schlepper(f) alvázak felhasználásával hozzon létre önjáró páncéltörő- illetve tüzérségi lövegeket. Az átalakítás részeként a Lorraine Schlepper(f) eredeti küzdőterét egy magasabb kialakítású, 9–12 mm-es lemezekből kialakított felépítményre cserélték. Fő fegyverzetként a legújabb fejlesztésű, 75 mm-es PaK 40/1-es löveget használták fel. A löveget jobbra is, balra is 32 foknyira lehetett kitéríteni, amely meghaladja a többi páncélvadász célzási lehetőségeit. A Baukommando összesen 170 járművet alakított át 1942 júliusában és augusztusában. Ezek különböző, alkalmasnak ítélt francia harckocsi- és vontató-alvázak felhasználásával készültek. Rendszerbeállításuk az eredeti francia jelzéssel, és az (f) kiegészítéssel történt.

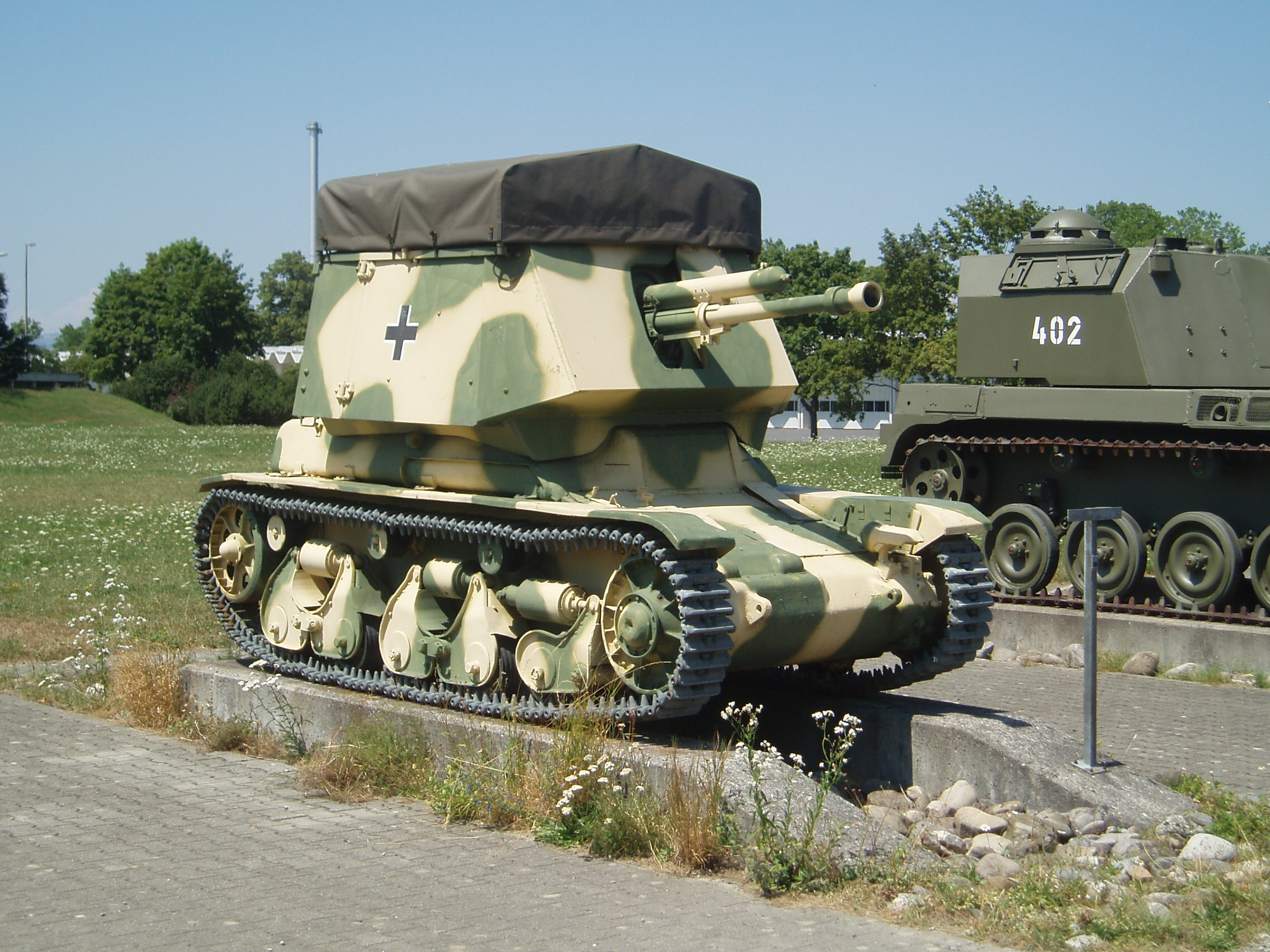
Renault R–35 alvázára épített páncélvadász, R-35(f), thuni tankmúzeum

A 39H(f) Pak40(SF) Sd.Kfz. 135 a harcokban 
A vontatók többnyire a Volksgrenadier-egységekhez osztották be, ahol olyan tüzérségi eszközök vontatására használták őket, mint például a PaK 40, a PaK 43 vagy éppen a leFH 18 és a Nebelwerfer.
A PaK 40-es páncéltörőlövegekkel felszerel páncélvadász változatok nagy részét a keleti fronton harcoló Déli Hadseregcsoport kötelékében szolgáló egységekhez osztották be. Ezenkívül 14 járművet utaltak ki a hadsereg (Heer) 743. és 744. Panzerjäger Abteilung, valamint további 14-et a 18. Páncélgránátos hadosztály (18. Panzergrenadier Division) részére.
A 39H(f) Pak40(SF) Sd.Kfz. 135 páncélelhárító változata azonban messze nem váltotta be a hozzá fűzött reményeket. Rendkívül lassú és zajos volt, valamint páncélvédettsége gyakorlatilag egyenlő volt a nullával. Ebből a változatból éppen ezért nem készült több, mint 60 darab.